# A legyőzhetetlen (film, 1978)
A legyőzhetetlen (eredeti cím: Circle of Iron) egy 1978-ban bemutatott harcművészeti fantasy film, amelynek társszerzője Bruce Lee volt, aki maga is szerepelni akart a filmben, de a forgatás előtt meghalt. A film A csendes fuvola néven is ismert, ami a Lee, James Coburn és Stirling Silliphant által 1969-ben kitalált történet eredeti címe volt. Lee 1973-ban bekövetkezett halála után Silliphant és Stanley Mann fejezte be a forgatókönyvet, Lee szerepét pedig David Carradine kapta. Sok más ismert karakterszínész is kapott kisebb szerepet a filmben, köztük Roddy McDowall, Eli Wallach és Christopher Lee.

## Cselekmény
Egy harcművészeti versenyen harcosok versenyeznek a küldetés jogáért, melyben kihívják maguk ellen Zetant (Lee), egy híres varázslót, aki egy különleges könyv birtokában van, amely állítólag a világ összes bölcsességét tartalmazza.  Cord, az arrogáns harcos (Jeff Cooper) minden ellenfelét legyőzi, ám őt kizárják, mert megszegett egy szabályt. Cord úgy dönt, hogy követi a győztest, Morthondot (Anthony de Longis), abban a reményben, hogy elvezeti majd Zetanhoz.
Miközben a két harcos pihen, egy vak fuvolaművész (Carradine) elsétál mellettük, és egy közeli épületbe megy. Cord követi a vakot, és látja, hogy az könnyedén elintéz egy bandát, akik rátámadnak. Cordot lenyűgözik a harci képességei, ezért megkéri a vak férfit, hogy legyen a tanára. A vak ember visszautasítja, de Cord mégis követi őt. Cordot bosszantja, hogy a vak ember rejtvényekkel tanítja őt, és hamarosan elválnak útjaik.
Cord megtalálja Morthondot, aki az első próbatételen megsérült. Morthond megkéri Cordot, hogy segítsen neki véget vetni szenvedésének, és folytatni a Zetan keresését. Cord megteszi, majd egy majomemberekből álló bandával kerül szembe, amelynek vezetője, a Majomember (Carradine) erős harcos. Cord kihívja és végül legyőzi a Majomembert, aki aztán elmondja neki, hogy találja meg a második próbatételt.
Útközben Cord egy nagy olajjal teli kádban álló emberrel (Wallach) találkozik, aki fel akarja oldani a teste alsó felét az olajban. A férfi azt reméli, hogy szexuális késztetéseinek véget vetve eljut a megvilágosodáshoz. Megkéri Cordot, hogy tarson vele, de Cord hamarosan továbbáll.
Cord ezután egy fesztivált tartó utazókból álló csapatra bukkan. Cord találkozik a vezetőjükkel, Chang-Sha-val (Carradine), aki felajánlja neki az egyik feleségét, Tarát (Erica Creer). Cord a cölibátusi fogadalma miatt visszautasítja. Chang-Sha-t azonban kihívja harcra. A versenyt másnapra tűzik ki. Az éjszaka folyamán Tara Cord sátrába megy. Szeretkeznek, és Cord megkéri Tarát, hogy maradjon vele örökre. Másnap reggel, amikor Cord felébred, meglepődve látja, hogy a csapat eltűnt, de Tarát keresztre feszítették.
Útját folytatva Cord találkozik a Halállal (Carradine), de elűzi mikor bebizonyítja, hogy nincs benne félelem.
Miközben megpróbálja megtalálni Chang-Sha-t, Cord egy oázishoz ér, ahol ismét találkozik a vak emberrel. Cord megkéri őt, hogy legyen a tanítója; a vak ember beleegyezik, és együtt utaznak tovább. Egy szegény kompossal, egy rablóbandával és egy elkényeztetett gyerekkel való találkozás alkalmat ad a vak embernek arra, hogy megtanítsa az elkeseredett Cordot néhány életleckére, mielőtt elválnak útjaik.
Cord végül megtalálja Chang-Sha-t és bandáját. Cord felelősnek tartja magát Tara haláláért, de ragaszkodik ahhoz, hogy harcoljon Chang-Sha ellen, hogy megtudja, hol van Zetan. A harc döntetlennel végződik, de Chang-Sha mégis elmondja Cordnak, hogyan találja meg Zetant.
Cord eléri a szigetet, ahol Zetan él. Itt találkozik a megvilágosodás könyvének őrzőivel. Cord arra számít, hogy harcolni fog, de Zetan elmagyarázza neki, hogy átment a próbákon, és jogosult elolvasni a könyvet. Még arra is megkéri Cordot, hogy ő legyen a könyv új őrzője. A  könyvet kinyitva, Cord azt látja, hogy a könyv lapjai egyszerű tükrök. Zetan elmagyarázza, hogy a bölcsességnek nincs könyve, és hogy a megvilágosodást csak önmagunkban találhatjuk meg. Cord nevetve elsétál, elutasítja, hogy átvegye Zetan helyét, és elhagyja a szigetet. Újra találkozik a vak emberrel, aki átadja neki a fuvoláját, és ezzel rá ruházza a tanító szerepét.

## Bruce Lee inspirációja
Bruce Lee úgy képzelte el filmjét, mint a keleti filozófia, valamint a harcművészetek szórakoztató bemutatását. A forgatókönyvhöz írt előszavában ezt írta: „A történet a keleti és a nyugati gondolkodás közötti nagy különbséget illusztrálja. Az átlagos nyugati embert az érdekelné, hogy valaki képes-e legyeket fogni evőpálcikával, és valószínűleg azt mondaná, hogy ennek semmi köze ahhoz, hogy mennyire jó a harcban. A keleti azonban rájönne, hogy egy olyan ember, aki ilyen teljes mesteri tudásra tett szert egy művészetben, minden cselekedetében megmutatja a lélekjelenlétét... Az igazi mesteri tudás túlmutat bármelyik művészeten.”
Lee halála után, az eredeti forgatókönyvet átírták, és néhány erőszakos jelenetet komikus témákkal helyettesítettek.

## Szereplők
- David Carradine - a vak / Majomember / halál / Chang-Sha
- Christopher Lee - Zetan
- Jeff Cooper - Cord
- Roddy McDowall - fehér palástos férfi
- Eli Wallach - férfi az olajoshordóban
- Anthony De Longis - Morthond
- Earl Maynard - fekete óriás
- Erica Creer - Tara